# Irving Berlin
Irving Berlin (belarusă Ізраіль Бэйлін, rusă Израиль Бейлин) (născut Israel Isidore Beilin, 11 mai 1888 – 22 septembrie 1989) - compozitor american de origine belaruso-evreiească  (născut lângă Moghilău, Imperiul Rus, azi în Belarus), considerat la scara largă ca fiind unul dintre cei mai mari creatori de cântece din istoria SUA. A publicat primul său cântec, "Marie from Sunny Italy", în 1907 și primul său mare hit international a fost "Alexander's Ragtime Band" în 1911. De asemenea a avut un teatru pe Broadway numit Music Box Theatre.